# Tori (Georgia)

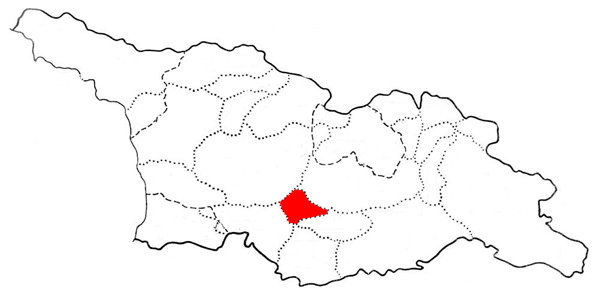
Confini della regione storica

Attuale divisione amministrativa della Georgia

Tori (in georgiano თორი?) è una regione storica situata nella Georgia centrale, adesso parte della regione di Samtskhe-Javakheti, insieme a Javakheti e Meskheti. Confina con Trialeti a est, Imereti a nord-ovest e Shida Kartli a nord-est. La provincia si estende principalmente in ciò che adesso è conosciuta come Gola di Borjomi. Nella Georgia medievale, Tori era un possedimento ereditario della famiglia dei Gamrekeli (Toreli). Il nome "Tori" divenne obsoleto nel XV secolo. Nello stesso periodo divenne un feudo ereditario della casata degli Avalishvili.